# キャンドルスティック・パーク
キャンドルスティック・パーク（Candlestick Park）は、かつてアメリカ合衆国のカリフォルニア州サンフランシスコにあったスタジアム。

## 概要
1960年にMLBサンフランシスコ・ジャイアンツの本拠地として開場。1964年9月29日に日本人初の大リーガーである村上雅則がこの球場で初勝利を挙げた。
また、1966年8月29日にビートルズが最後の公式なコンサートを行った会場としても知られている。
1971年からはNFLサンフランシスコ・フォーティナイナーズが使用を開始し、野球とアメフトの兼用球場となった。オークランド・レイダースもAFL時代の1961年のみ使用していた。
1989年10月17日、ワールドシリーズ第3戦試合開始前の午後5時4分に、マグニチュード6.9のロマ・プリータ地震の直撃を受け、試合は中止。地震の激しい揺れが、初めてアメリカのテレビ放送で生中継され、日本でもNHKの衛星放送で伝えられた。球場に大きな損傷は無かったが、その週のフォーティナイナーズの試合はスタンフォード大学で行われた。
1995年5月2日に野茂英雄が大リーグでデビューしたのもこの球場で、その試合は村上雅則の解説によって、NHKの衛星放送で日本でも放映された。
ジャイアンツは1999年を最後に新球場パシフィック・ベル・パークに移転し、その後はフォーティナイナーズが使用していたが、老朽化のため2006年に近隣に新本拠地を建設する計画が発表された。
1995年、アメリカの通信機器メーカー3Comが命名権を取得したため「3Comパーク」に改称。その後2002年に命名権の契約が切れ、サンフランシスコ・スタジアム・アット・キャンドルスティック・ポイントとなった。当初2003年1月開催予定の第37回スーパーボウルの開催地に選ばれていたが、クアルコム・スタジアムに変更された。
2004年、アメリカのオーディオケーブルメーカー「モンスター・ケーブル・プロダクツ」がスポンサーとなって「モンスター・パーク」となったが、2008年に解消され、旧名に戻った。
2012年4月19日、フォーティナイナーズは、老朽化したスタジアムに代わる新スタジアムの着工式をサンタクララで行った。2013年シーズンを最後にこの球場での使用を終了し、サンタクララのリーバイス・スタジアムに移転した。
埋立地に存在したため、潮の干満によってグラウンドの硬さが時間によって変化するスタジアムであった。また、強風と寒暖の差が激しいことでも知られていた。跡地には、2017年にアウトレット・ショッピングセンターが開業した。